# Bråtesjön
Bråtesjön är en sjö i Lilla Edets kommun i Bohuslän och ingår i Göta älvs huvudavrinningsområde. Sjön har en area på 0,0691 kvadratkilometer och ligger 97,2 meter över havet. Bråtesjön ligger i Bredfjället Natura 2000-område.

## Delavrinningsområde
Bråtesjön ingår i det delavrinningsområde (645840-127692) som SMHI kallar för Utloppet av Store-Väktor. Medelhöjden är 130 meter över havet och ytan är 23,58 kvadratkilometer. Det finns inga avrinningsområden uppströms utan avrinningsområdet är högsta punkten. Sollumsån som avvattnar avrinningsområdet har biflödesordning 2, vilket innebär att vattnet flödar genom totalt 2 vattendrag innan det når havet efter 70 kilometer. Avrinningsområdet består mestadels av skog (72 procent). Avrinningsområdet har 1,92 kvadratkilometer vattenytor vilket ger det en sjöprocent på 8,1 procent.